# Rockville (Nebraska)
Rockville è un comune degli Stati Uniti d'America, situato nello Stato del Nebraska, nella contea di Sherman.